# Mapa do Turismo Brasileiro
O Mapa do Turismo Brasileiro é um programa de regionalização do turismo instituído pelo Ministério do Turismo do Brasil e reúne as cidades e destinos "que possuem vocação ou que são impactados pelo setor de viagens no país".
No dia 17 de maio de 2023 o órgão informou que 2 477 cidades estavam inseridas no Mapa, dentro de 335 regiões em que o país foi, no âmbito do turismo, dividido. Esses números devem "orientar a definição de políticas públicas, incluindo a destinação de recursos pelo governo federal para a elaboração e/ou revisão planos, estudos e planejamentos visando o fortalecimento da gestão descentralizada, obras de infraestrutura turística e oferta de cursos de qualificação profissional, por exemplo. Desde o ano passado, a plataforma está disponível durante todo o ano para o cadastro de novos destinos".
Ainda segundo o órgão, "proporcionalmente, as regiões Sudeste e Sul do país registram mais da metade dos municípios com os dados atualizados no sistema. Quanto aos estados, o Espírito Santo contabilizou quase 90% de todas as cidades inseridas no Mapa, seguido pelo Rio de Janeiro e Rio Grande do Sul, com mais de 75% dos municípios, em cada estado, com informações atualizadas no sistema do Ministério do Turismo. No Nordeste, Alagoas e Sergipe registraram os maiores percentuais de cidades inseridas. Já no Norte, Acre e Roraima puxaram os índices na região. No Centro-Oeste, Goiás, Mato Grosso e Mato Grosso do Sul também impulsionaram o Mapa". Para integrar o Mapa a cidade precisa preencher uma série de requisitos e a inserção tem a duração de um ano, quando então um novo Mapa é preparado.
Segundo informa o SEBRAE, as cidades "que fazem parte do Mapa do Turismo Brasileiro podem se beneficiar diretamente com ações e recursos do Ministério do Turismo". O órgão também diz que "a cada dois anos, este mapa é atualizado e, no dia 28 de setembro de 2022, o novo Mapa do Turismo Brasileiro foi lançado ...Entre os benefícios do Mapa do Turismo, estão a categorização dos municípios turísticos com intuito de acompanhar e identificar o desempenho das economias turísticas locais a partir de algumas variáveis. São cinco categorias que vão de “A” a “E” (...)  ele subsidia a priorização de investimentos por programas do Ministério do Turismo, incluindo ações de infraestrutura turística, qualificação profissional e promoção dos destinos, observando características peculiares de demanda e vocação turística".